# Parafia św. Stanisława Biskupa i Męczennika w Lutowiskach
Parafia św. Stanisława Biskupa i Męczennika w Lutowiskach – parafia rzymskokatolicka znajdująca się w archidiecezji przemyskiej w dekanacie Lutowiska.

## Historia
Mieszkańcy Lutowisk aż do 1896 roku odprawiali nabożeństwa w miejscowej cerkwi. Gdy wzajemne relacje uległy pogorszeniu w 1898 roku zbudowali własną kaplicę według projektu arch. inż. Ludwika Baldwina Ramułta. W 1903 roku kaplica została poświęcona. W 1905 roku dekretem bpa Józefas Sebastiana Pelczara została utworzona ekspozytura, a pierwszym duszpasterzem został ks. Konstanty Nestor Piątkiewicz. W latach 1911–1923 zbudowano murowany kościół parafialny w stylu neogotyckim. 
W 1913 roku została erygowana parafia w Lutowiskach z wydzielonego terytorium parafii Polana. W 1923 roku kościół został poświęcony przez bpa Karola Fischera. 
W 1945 roku tereny te zostały włączone do ZSRR, a kościół zamieniony na stajnię kołchozową. W 1951 roku w wyniku umowy o wymianie terytorium pomiędzy PRL i ZSRR Lutowiska powróciły do Polski.  
Ponieważ zdewastowany kościół nie nadawał się do użytku, w latach 1951–1963 nabożeństwa odprawiano w dawnej cerkwi. W latach 1960–1963 przeprowadzono remont kościoła i 27 października 1963 roku został ponownie poświęcony. 11 maja 1986 roku bp Ignacy Tokarczuk dokonał konsekracji kościoła.
Na terenie parafii jest 850 wiernych (w tym: Lutowiska – 610, Dwerniczek – 44, Procisne – 46, Skorodne – 32, Smolnik – 130).
Proboszczowie parafii:
1898–1905. ks. Konstanty Nestor Piątkiewicz (rezydent).
1905–1936. ks. Michał Huciński (w latach 1905–1913 ekspozyt).
1936–1939. ks. Konstanty Chuchla.
1939– ?. ks. Franciszek Wojtyło.
1952–1958. ks. Edward Godlewicz (administrator excuriendo z Czarnej).
1959–1962. ks. Antoni Zawisza (wikariusz ekspozyt).
1962–1970. ks. Tadeusz Szajnowski (wikariusz ekonom).
1970–1974. ks. Tadeusz Wójcicki.
1974–1981. ks. Stanisław Wawrzkowicz.
1981–1993. ks. Stanisław Leja.
1993–2000. ks. Henryk Dobosz.
2000–2010. ks. Janusz Korzępa.
2010–2013. ks. Bogdan Kupczyk.
2013–2018. ks. Robert Adamski.
2018– nadal ks. Wacław Zygarowicz.

## Kościół filialny
Parafia posiada kościół filialny Wniebowzięcia NMP w Smolniku, znajdujący się na Liście światowego dziedzictwa UNESCO.

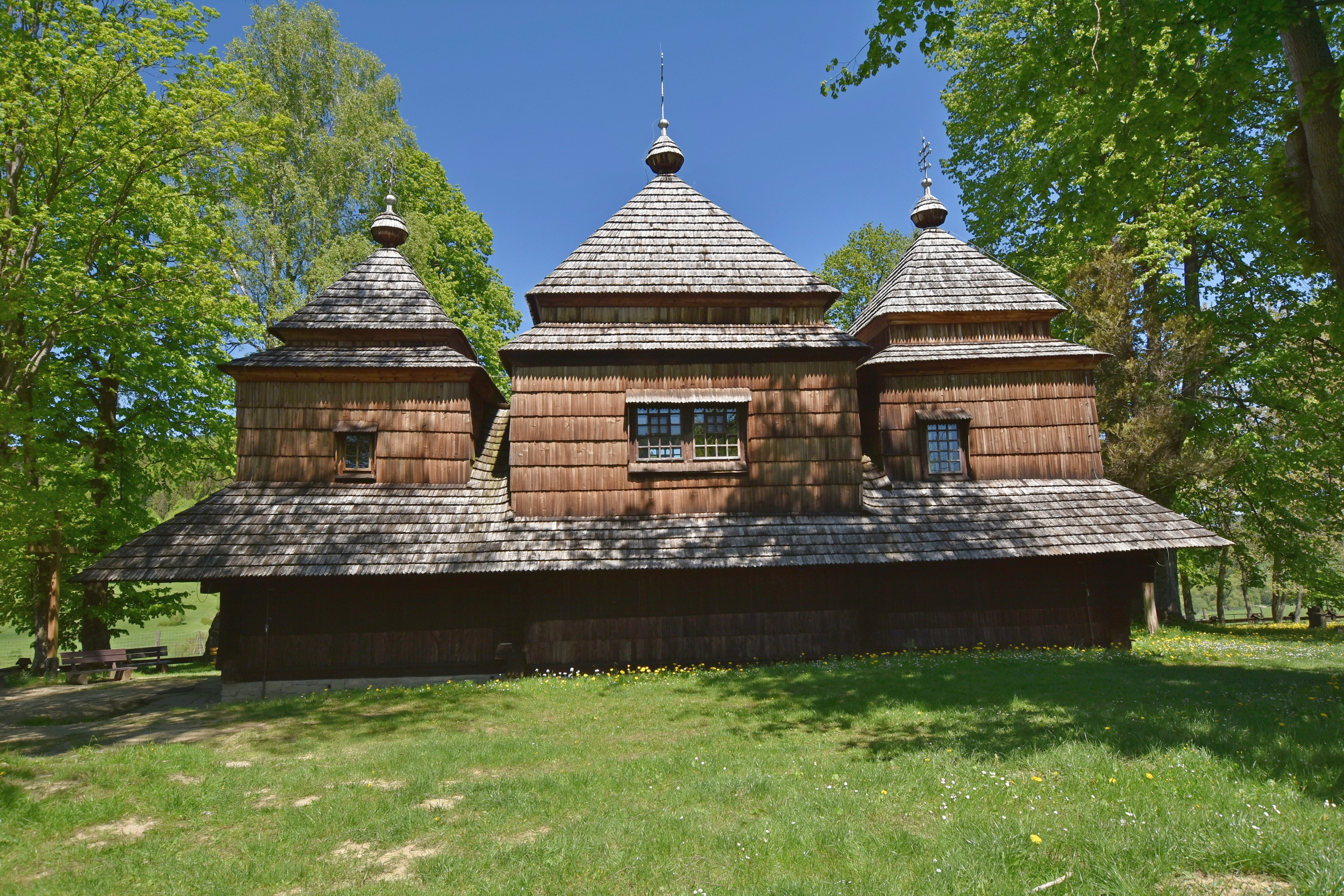
Kościół filialny w Smolniku (dawna cerkiew)